# Blanka Vas
Blanka Vas, född 3 september 2001 i Budapest, är en ungersk professionell landsvägscyklist, crosscyklist och mountainbikecyklist.

## Karriär
Vas har cyklat professionellt sedan 2019. Bland hennes meriter kan nämnas guld i U23 världsmästerskapens linjelopp år 2023. Samma vann hon även en etapp i Giro Donne.
Den 15 augusti 2024 vann hon sin första etappvinst i Tour de France Femmes.